# Верхнеусинский сельсовет
Верхнеусинский сельсовет — сельское поселение в Ермаковском районе Красноярского края.
Административный центр — село Верхнеусинское.

## История
В XIX в. рассказы казаков, торговых людей, промысловиков о богатой и труднодоступной земле, удобной для заселения, привлекли в долину Уса людей, искавших страну под названием Беловодье, а также тех, кто желал уйти подальше от властей. Первое небольшое поселение возникло в первой четверти XIX в. Примерно в 1815 году по Мирской тропе, которая была тогда одним из торговых путей из Минусинского уезда в Урянхайский край, верхом на лошадях, со скотом, вслед за торговцами прибыли в долину Уса 12 семей, которые поселились около устья речки Изюп. Зимой по Усу заехали еще 10 мордовских семей, а позднее в районе речки Макаровки поселились три монаха, пожелавшие обосновать свой скит.

## Население
| 2010 | 2012  | 2013  | 2014  | 2015  | 2016  | 2017  |
| ---- | ----- | ----- | ----- | ----- | ----- | ----- |
| 1804 | ↘1744 | ↘1716 | ↘1687 | ↘1663 | ↘1624 | ↘1622 |

## Состав сельского поселения
В состав сельского поселения входят 5 населённых пунктов:
| № | Населённый пункт | Тип населённого пункта       | Население |
| - | ---------------- | ---------------------------- | --------- |
| 1 | Верхнеусинское   | село, административный центр | ↘1393     |
| 2 | Маралсовхоз      | посёлок                      | ↘17       |
| 3 | Нижнеусинское    | село                         | ↘392      |
| 4 | Усть-Золотая     | деревня                      | ↘2        |

Посёлок Терёшкино упразднён.

## Местное самоуправление
Верхнеусинский сельский Совет депутатов
Дата избрания: 14.03.2010. Срок полномочий: 5 лет
Глава муниципального образования
- Екимов Александр Васильевич. Дата избрания: 14.03.2010. Срок полномочий: 5 лет